# Ястребиночка зонтиконосная
Ястреби́ночка Вайя́на (лат. Pilosélla vaillántii), или ястребиночка зонтиконо́сная (Pilosella cymígera), — многолетнее травянистое растение, вид рода Ястребиночка семейства Сложноцветные (Compositae).
Широко распространённое в Средней полосе России растение, покрытое звёздчатым опушением. Образует розетку листьев и облиственный стебель, несущий многочисленные корзинки, собранные в общее зонтиковидное соцветие, с жёлтыми язычковыми цветками.

## Ботаническое описание

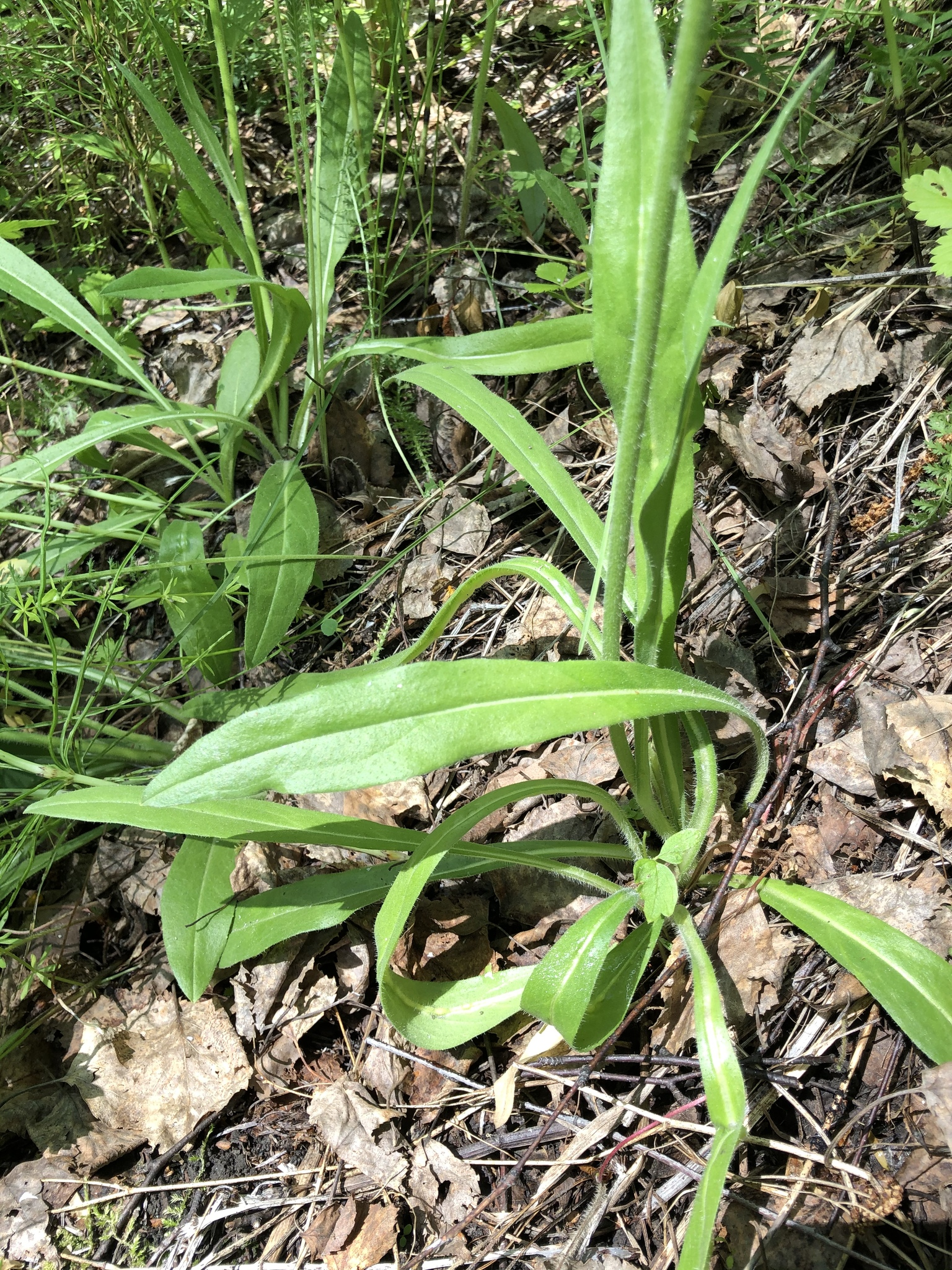

Многолетнее короткокорневищное травянистое растение розеткой листьев и облиственным стеблем до 70—100 см высотой и около 1—4 мм толщиной. Вегетативные части окрашены в серо-зелёный цвет, покрыты звёздчатыми волосками.
Листья розетки в числе около 5—6, ланцетной или продолговато-ланцетной формы, цельнокрайные, обыкновенно с острым концом, до 23 см длиной, часто с обеих сторон покрыты многочисленными короткими звёздчатыми и длинными (до 1 мм) простыми волосками, или же сверху без звёздчатых волосков. Стеблевые листья в числе 2—4, редко больше, более узкие, чем прикорневые, с многочисленным звёздчатым и редким железистым опушением.
Корзинки собраны в зонтиковидное, затем рыхлеющее общее соцветие, часто многочисленные — до 40—100 и более на стебле, часть из них нередко недоразвиты. Цветоносы с густым звёздчатым опушением, с редкими железистыми волосками, иногда также с чёрными простыми волосками. Обёртки 6—8 мм длиной, из острых листочков, обычно лишённых простого опушения, покрытых редкими железистыми волосками и довольно многочисленными звёздчатыми. Все цветки язычковые, жёлтые до тёмно-жёлтых. Рыльца жёлтые.

## Распространение
Широко распространённое в Европе растение, на востоке заходящее в Западную Сибирь. Обычно на песчаных почвах, на известняках.

## Таксономия
Впервые вид был описан чешским ботаником Фридрихом Таушем в 1828 году в 11-м выпуске журнала Flora в составе рода Hieracium. Назван по имени французского естествоиспытателя Себастьяна Вайяна (1669—1722).

### Синонимы
- Hieracium andrzejowskii Błocki, 1888
- Hieracium angustatum Tausch, 1828, pro syn.
- Hieracium cymigerum Rchb., 1829
- Hieracium cymosum subsp. cymigerum (Rchb.) Peter, 1884
- Hieracium cymosum subsp. pubescens (Lindblom) Nägeli & Peter, 1885
- Hieracium cymosum subsp. vaillantii (Tausch) Nyman, 1879
- Hieracium cymosum var. pubescens Lindblom, 1841
- Hieracium piloselloides Vaill. ex Tausch, 1828, pro syn.
- Hieracium pubescens (Lindblom) Hellstr., 1879, nom. illeg.
- Hieracium vaillantii Tausch, 1828basionym
- Pilosella cymigera (Rchb.) Arv.-Touv., 1880
- Pilosella cymosa subsp. vaillantii (Tausch) S.Bräut. & Greuter, 2007
- Pilosella pubescens (Lindblom) Norrl., 1884

и другие.